# Frances Rivett-Carnac
Frances Clytie Rivett-Carnac (Port Elizabeth, 1875 - Brentwood, 1 januari 1962) was een Brits zeilster.
Rivett-Carnac won samen met haar man Charles de gouden medaille in de zeven meter klasse tijdens de Olympische Zomerspelen 1908, de concurrent ging niet van start.

## Olympische Zomerspelen
| Jaar | Plaats | Resultaten     |
| ---- | ------ | -------------- |
| 1908 | Londen | 7 meter klasse |

1908: Norman Bingley / Richard Dixon / Charles Rivett-Carnac / Frances Rivett-Carnac ·
1920: Robert Coleman / William Maddison / Cyril Wright / Dorothy Wright